# Eskapulats

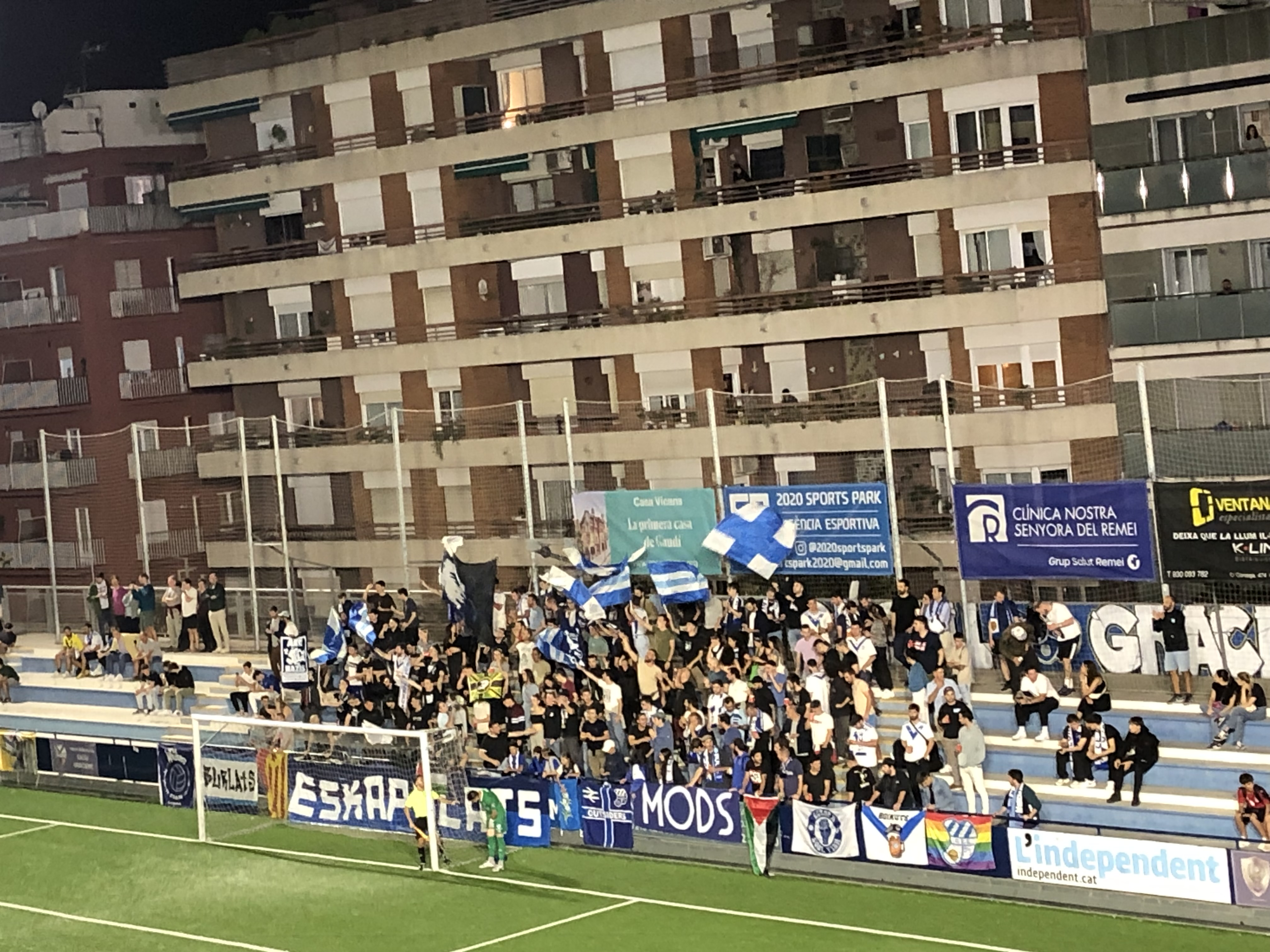
La grada d'animació de l'Europa, els Eskapulats, en un partit la temporada 2023-24.

Eskapulats és el grup d'aficionats radicals del Club Esportiu Europa de la Vila de Gràcia. Situats a la graderia del carrer de Pau Alsina del Nou Sardenya, a més d'encoratjar els primers equips masculí i femení de l'Europa, també participen activament del teixit veïnal del barri. El grup va ser fundat l'any 2013 per Pol Vicente (1987-2025), el soci 691 del club, un gracienc actiu en el moviment associatiu del barri.